# NGC 6936
NGC 6936 est une vaste galaxie lenticulaire vue par la tranche et située dans la constellation du Capricorne. Sa vitesse par rapport au fond diffus cosmologique est de 5 604 ± 34 km/s, ce qui correspond à une distance de Hubble de 82,7 ± 5,8 Mpc (∼270 millions d'al). NGC 6936 a été découverte par l'astronome américain Francis Leavenworth en 1885.

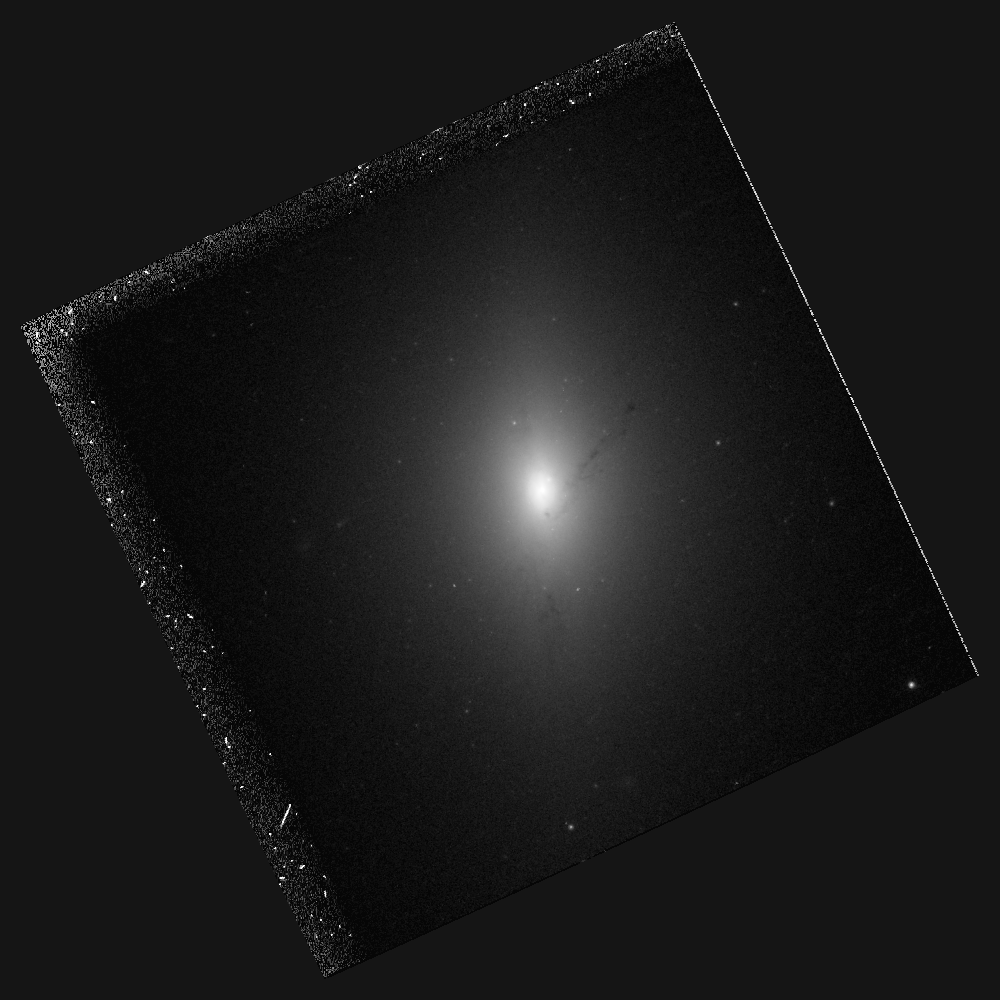
NGC 6936 par le télescope spatial Hubble.

NGC 6936 est possiblement une galaxie LINER, c'est-à-dire une galaxie dont le noyau présente un spectre d'émission caractérisé par de larges raies d'atomes faiblement ionisés. Selon la base de données Simbad, c'est aussi une galaxie active de type Seyfert 2.